# Abies durangensis
Abies durangensis (Martinez, 1942) è una specie di abete originaria del Messico.

## Etimologia
Il nome generico Abies, utilizzato già dai latini, potrebbe, secondo un'interpretazione etimologica, derivare dalla parola greca ἄβιος = longevo. Il nome specifico durangensis fa riferimento al Durango, uno degli Stati federati del Messico.

## Descrizione
Albero alto fino a 40 m, con tronco che può raggiungere 1,5 m di diametro, a portamento conico. La corteccia, di colore grigio-marrone e liscia nei giovani alberi, diviene color marrone scuro e profondamente fessurata longitudinalmente con l'età. I rami secondari sono di colore rosso purpureo o rosso marrone, glabri o lievemente pubescenti. Le gemme sono di forma ovoidale, lunghe 4-5 mm, con resina giallo rosa.
Le foglie sono aghiformi, lucide, di colore verde, lunghe fino a 3,5 cm, con apice ottuso.
Gli strobili femminili, ocracei da immaturi, marrone chiaro a maturazione, sono cilindrici con apice ottuso, lunghi 5,5-10 cm e larghi fino a 4,5 cm, con corto peduncolo; le scaglie sono di forma cuneata-flabellata, lunghe 2 cm, larghe 2,8 cm, pubescenti nelle parti esposte. Gli strobili maschili sono lunghi 1-2 cm, con microsporofilli rossi. I semi, di colore marrone giallastro, sono lunghi circa 7-8 mm, di forma oblunga-cuneata, con ali giallastre di 1 cm, cuneate.

## Distribuzione e habitat
Specie endemica della Sierra Madre Occidentale in Messico (Chihuahua, Coahuila, Durango, Jalisco e Sinaloa), predilige i pendii rivolti a ovest delle alte quote montane comprese tra i 1.600 e i 3.000 m, generalmente su suoli ben drenati. Si ritrova spesso in associazione con Pseudotsuga menziesii, Pinus strobiformis, Pinus leiophylla, Cupressus lusitanica, Cupressus arizonica, Picea chihuahuana, Pinus durangensis, Quercus castanea, Quercus rugosa e Prunus serotina.

## Tassonomia
È accettata la seguente varietà:
- Abies durangensis var. coahuilensis (I.M.Johnst.) Martínez - endemica di due aree disgiunte nello Stato federale messicano di Coahuila

## Usi
Non di utilizzo comune, rispetto ad altre conifere. Anche la coltivazione per utilizzo ornamentale è poco praticata, a causa della sua lenta crescita.

## Conservazione
Con un areale molto vasto (circa 150.000 km²), e una presenza molto comune, A. durangensis non è classificato tra le specie a rischio di estinzione nella Lista rossa IUCN.